# Oratorio di Santa Maria (Acquarossa)
L'Oratorio di Santa Maria è un edificio di culto situato in località Monastero di Corzoneso Piano, frazione del comune svizzero di Acquarossa.

## Storia e descrizione
L'oratorio è documentato negli anni 1272 e 1282; le rovine murarie che lo circondano appartenevano probabilmente al medievale degli Umiliati. L'oratorio in primo tempo era dedicato a San Martino Viduale. Fu ampliato già nel secolo XVII e nel 1728, e restaurato nel 1885 e 1946.
All'interno si conservano alcuni dipinti e affreschi del XVII e XIX secolo.